# Artemis Fowl (film)
Artemis Fowl är en amerikansk science fantasy/action/äventyrsfilm från 2020. Filmen är regisserad av Kenneth Branagh och är baserad på den irländske författaren Eoin Colfers böcker med samma namn. Filmens större roller spelas av Ferdia Shaw, Lara McDonnell, Josh Gad, Tamara Smart, Nonso Anozie, Colin Farrell och Judi Dench.
Filmen hade premiär på Disney+ den 12 juni 2020.

## Handling
Det tolvåriga underbarnet Artemis Fowl bor på Fowl Manor beläget på Irlands kust, tillsammans med sin ensamstående far, Artemis Senior. Fadern blir under filmens gång kidnappad av en okänd figur med huva, som dessutom håller honom fången. Denna figur visar sig vara ingen mindre än den elaka älvan Opal Koboi, som är ute efter att ta tillbaka ett stulet föremål från familjen Fowl, en Aculos. Tillsammans med livvakten Domovoi Butler, dvärgen Mulch Diggums och älvan Holly Short, beger sig Artemis ut på ett enda stort äventyr för att försöka rädda sin far, samt att betala lösensumman till faderns kidnappare innan det är försent.

## Rollista (i urval)
| Roll                        | Skådespelare                  | Svensk röst              |
| --------------------------- | ----------------------------- | ------------------------ |
| Artemis Fowl                | Ferdia Shaw                   | Zion Stadell             |
| Holly Short                 | Lara McDonnell                | Viva Östervall Lyngbrant |
| Mulch Diggums               | Josh Gad                      | Anders Öjebo             |
| Juliet Butler               | Tamara Smart                  | Ellen Thureson           |
| Domovoi "Dom" Butler        | Nonso Anozie                  | Camilo Ge Bresky         |
| Artemis Fowl Senior         | Colin Farrell                 | Joachim Bergström        |
| Kommendörkapten Julius Root | Judi Dench                    | Anita Molander           |
| Foaly                       | Nikesh Patel                  | Nick Atkinson            |
| Briar Cudgeon               | Joshua McGuire                | Joakim Tidermark         |
| Opal Koboi                  | Hong Chau (röst, okrediterad) | Anton Olofson Raeder     |

Övriga svenska röster: Petter Isaksson, Beata Harryson, Adam Portnoff, Mikaela Tidermark Nelson och Annika Herlitz.
- Dialogregissör – Nicklas Berglund
- Dialogöversättare – Mikaela Tidermark Nelson
- Inspelningsstudio – SDI Media
- Inspelningstekniker – Nils Manzuoli
- Svensk mix – René Damsbak
- Produktionsledare – Terese Ingelson
- Swedish Version Creative Executive – Michael Rudolph

Svensk version producerad av Disney Character Voices International, Inc.